# Apparato di Weber
L'apparato di Weber è una parte anatomica dell'orecchio interno in alcuni gruppi di pesci, come in quelli di acqua dolce appartenenti alla famiglia dei Cyprinidae e dei Characidae

L'apparato consiste in alcune vertebre modificate (chiamate claustro, scafio, intercalare, tripode) che collegano la vescica natatoria al labirinto, permettendo la trasmissione e la ricezione di suoni in tal modo amplificati.

## Funzione
I pesci, così come tanti altri vertebrati, percepiscono i suoni come vibrazioni nell'orecchio interno. Per loro, percepire queste vibrazioni sarebbe difficile, dato che sono immersi in un fluido con una densità pari a quella del loro corpo, cosicché le onde sonore passano attraverso il corpo senza essere percepite. Ma alcuni pesci Ostariofisi (come i Cyprinidae) hanno risolto questo problema, grazie agli ossicini di Weber, un insieme di piccole ossa che permette di udire suoni a un più range di frequenze. La ricezione sonora inizia dalla vescica natatoria, da qui le vibrazioni sono trasmesse all'orecchio interno grazie a questi ossicini. Questo ha una similarità con il timpano e le ossa dell'orecchio medio dei mammiferi.